# Pegasus Airlines

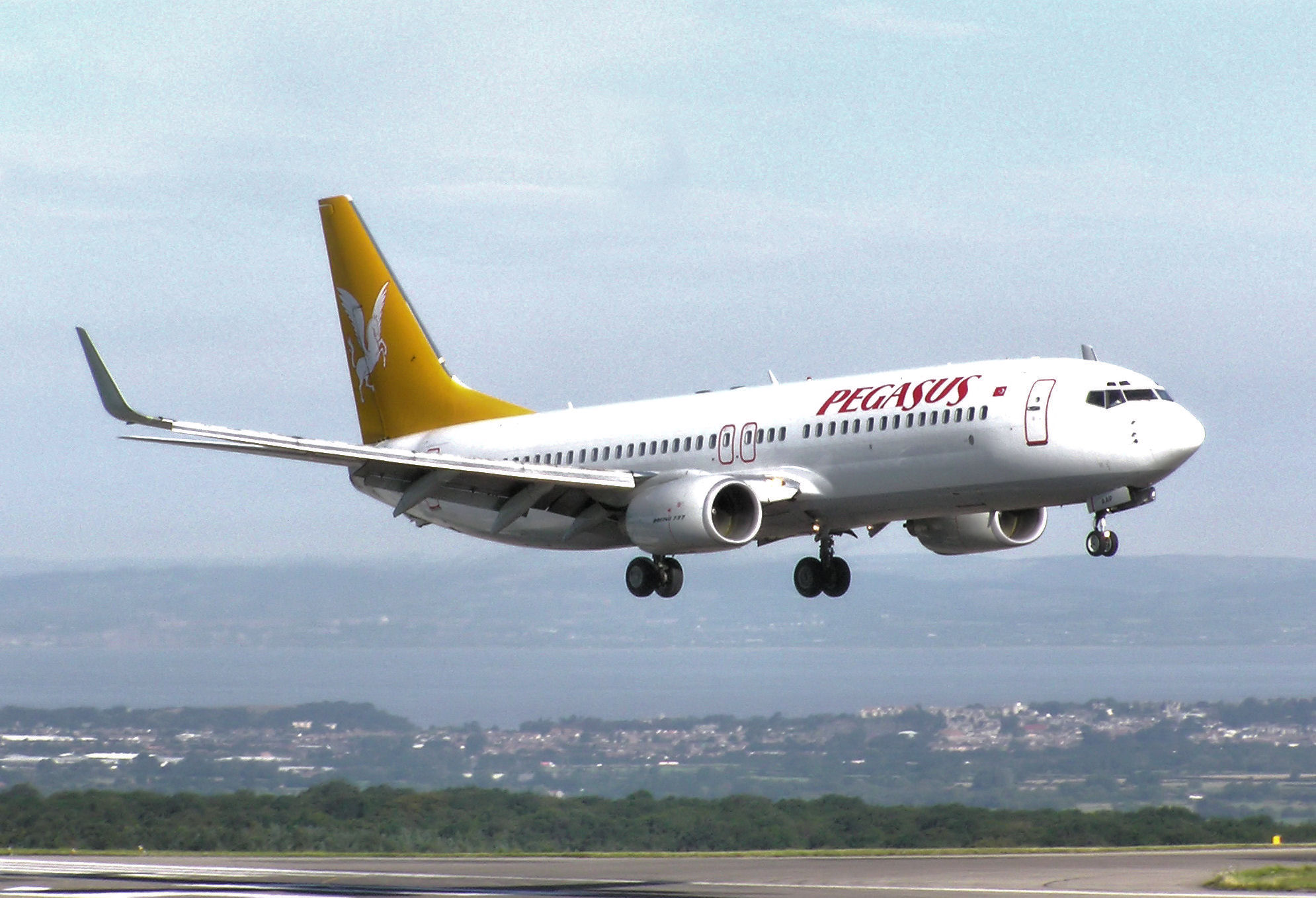
Een Boeing 737-800 van Pegasus Airlines landt op Bristol International Airport, Engeland

Pegasus Airlines (Pegasus Hava Taşımacılığı AŞ) is een Turkse luchtvaartmaatschappij, gestationeerd in Istanboel. De maatschappij vliegt vanuit diverse Turkse vliegvelden naar het westen en noorden van Europa. Buiten Europa vliegt Pegasus Airlines ook naar Azië en naar een aantal Noord-Afrikaanse bestemmingen. De maatschappij gebruikt voor de bestemmingen in Azië en het Midden-Oosten ook wel de Aziatische beschildering van een aantal vliegtuigen. De thuisbasis is Luchthaven Sabiha Gökçen, Istanbul met daarnaast een hub op Luchthaven Antalya (AYT).
Sinds maart 2007 heeft de maatschappij een samenwerkingsverband met de Turkse luchtvaartmaatschappij Izair. Alle vluchten van deze maatschappij worden uitgevoerd door Pegasus Airlines, met toestellen van IZair.

## Codes
- IATA-code: PC
- ICAO-code: PGT
- Callsign: Sunturk

## Vloot
De vloot van Pegasus in maart 2020:
| Boeing 737-800  | 36 | 0  | 189 | 189 |  |  |  |
| Airbus A320-200 | 14 | 0  | 180 | 180 |  |  |  |
| Airbus A320neo  | 36 | 58 | 186 | 186 |  |  |  |
| Airbus A321neo  | 5  | 17 | 239 | 239 |  |  |  |
| Totaal          | 91 | 75 |     |     |  |  |  |

Op 18 december 2012 kondigden Pegasus Airlines en Airbus een order van 75 vliegtuigen aan. Het ging om 58 A320neo’s en 17 A321neo’s. Daarnaast werd er op nog eens 25 extra A320's een optie genomen.

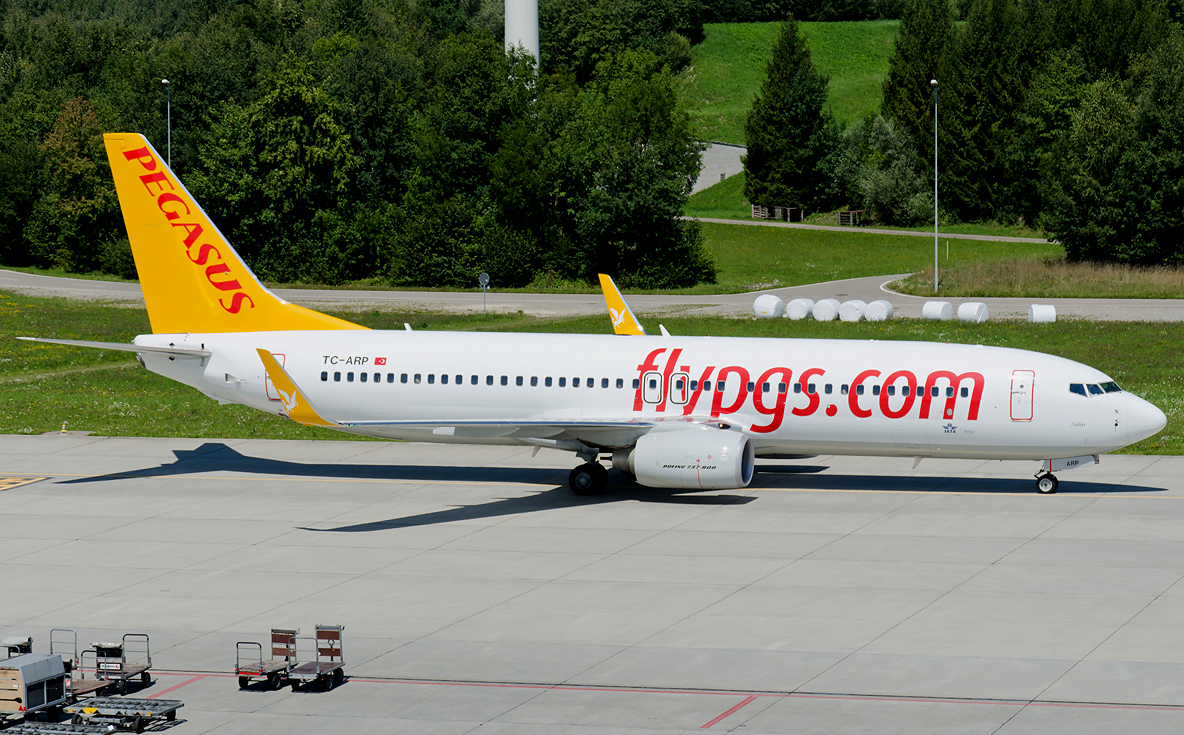
Pegasus Airlines Boeing 737-800

## Ongeval
Pegasus Airlines-vlucht 2193 was een vlucht uitgevoerd met een Boeing 737-800 vanaf de Luchthaven İzmir Adnan Menderes in İzmir naar Luchthaven Istanboel Sabiha Gökçen in Istanboel. Na een harde landing gleed het vliegtuig van de landingsbaan en belandde in een greppel van enkele tientallen meters. Drie inzittenden kwamen om het leven en 179 mensen raakten gewond.